# Saint-Lager-Bressac
Saint-Lager-Bressac é uma comuna francesa na região administrativa de Auvérnia-Ródano-Alpes, no departamento de Ardèche. Estende-se por uma área de 15,37 km². Em 2010 a comuna tinha 951 habitantes (densidade: 61,9 hab./km²).